# Holochlamys beccarii
Holochlamys es un género de plantas con flores de la familia Araceae. Su única especie, Holochlamys beccarii (Engl.) Engl., es originaria de Nueva Guinea hasta el archipiélago de Bismarck.

## Descripción
Se encuentran en el barro, cerca de los arroyos o lechos rocosos de las tierras bajas. Está estrechamente relacionada con el género Spathiphyllum. Holochlamys se asemeja a Spathiphyllum, salvo que en que la espata de Holochamys espata cierra la espádice.  Además, la inflorescencia se pudre rápidamente después de la floración cosa que no se produce en Spathiphyllum.  La inflorescencia emerge de debajo del follaje y tiene una espata blanca y espádice.  El espádice tiende a ser aproximadamente de la misma longitud que la espata y produce una fruta coriácea. La fruta contiene semillas muy pequeñas.  Las hojas pueden variar mucho en tamaño de una especie a otra, pero tienden a ser ovaladas o lanceoladas.

## Taxonomía
Holochlamys beccarii fue descrito por (Engl.) Engl. y publicado en Becc. Malesia 1: 265. 1883.
Sinonimia
- Spathiphyllum beccarii Engl., Bull. Soc. Tosc. Ortic. 4: 268 (1879). basónimo
- Holochlamys guineensis Engl. & K.Krause in H.G.A.Engler, Pflanzenr., IV, 23B: 136 (1908).
- Holochlamys elliptica Alderw., Bull. Jard. Bot. Buitenzorg, III, 4: 331 (1922).
- Holochlamys ornata Alderw., Bull. Jard. Bot. Buitenzorg, III, 4: 169 (1922).
- Holochlamys montana Gilli, Ann. Naturhist. Mus. Wien 84: 6 (1980 publ. 1983).[1]